# Прието, Хосе Мануэль
Хосе́ Мануэ́ль Прие́то (исп. José Manuel Prieto) — кубинский писатель, эссеист, переводчик.

## Биография
Родился 22 мая 1962 в Гаване, Куба. Окончил школу имени Ленина, учился в России, в Новосибирском государственном техническом институте на факультете автоматики и вычислительной техники. Во время учёбы в совершенстве овладел русским языком, работал внештатным переводчиком в журнале «Советская литература».
В 1996 году на Кубе вышла книга рассказов «Раньше вы никогда не видели красного» (Nunca antes habías visto el rojo). В 1997 в Мексике был опубликован первый роман — «Энциклопедия жизни в России» (Enciclopedia de una vida en Rusia). Массовому читателю Прието стал известен в 1999 году после выхода в свет романа «Ливадия», переведённый на семь языков как «Ночные бабочки российской империи».
Из России в 1994 Приэто переезжает в Мексику, работает профессором по русской истории, защищает диссертацию по истории в Национальном Университете Мехико (UNAM) и много занимается переводами. В Испании и Мексике выходят его переводы Ахматовой, Маяковского, Бродского, Айги, Солженицына, Платонова и других русских и советских поэтов и писателей.
В 2004 Приэто получил престижный грант от Публичной библиотеки Нью-Йорка, преподавал в таких университетах как Корнеллский и Принстонский.
В 2007 выходит последний роман трилогии «Rex» и повторяет успех «Ливадии». Рецензии о нём выходят на страницах ведущих газет, роман включён в шорт-лист премии на лучший перевод книги на английский язык (Премия за лучшую переводную книгу).
Член Американского Пен-клуба. Живет и работает в Нью-Йорке, женат, имеет двоих детей.

## Награды
- В 2001 г. был отмечен премией Santa Madalena Foundation, Италия
- В 2002 г. — грант John Simon Guggenheim Memorial Foundation, США
- В 2003—2005 грант Sistema Nacional de Creadores, Мехико
- В 2004 — грант The New York Public Library, США

### Романы
Трилогия:
- 1997. Enciclopedia de una vida en Rusia. Conaculta, Мехико — 1997.
- 2002. Livadia. Mondadori, Испания — 1999.
- 2005. Rex. Anagrama, Испания — 2007.

### Повести, рассказы, очерки
- 1996. Nunca antes habías visto el rojo, сборник рассказов.
- 2001. Trenta días en Moscú.
- 2002. El tartamudo y la rusa, сборник рассказов.